# 徐子權
徐子权（？—1402年），江西新淦（新干）人。明朝进士、政治人物。
洪武十八年（1385年），徐子权中三甲第一百五十二名进士。官任刑部主事时，听闻练子宁被杀，悲恸大哭赋诗后自尽。福王时，赠光禄卿，谥号忠愨。